# Campus 12
Campus 12 és una sèrie de televisió belga de 155 episodis, emesa per primera vegada l'any 2018 al canal Ketnet. S'ha doblat i subtitulat al català pel canal SX3, que la va estrenar el 2024.
Produïda originalment en neerlandès, s'ha emès en altres països com a França, a Télétoon+ des del 2019, o als Països Baixos a NPO Zapp i Itàlia a Rai Gulp des del 2020.

## Repartiment
- Jasper Heyman: Noah De Smidt
- Lennart Lemmens: Sam Hendrickx
- Lisa Gerlo: Bo De Smidt, bessona d'en Noah, xicota d'en Sam
- Bünyamin Yürük: Dante De Smidt, germà de d'en Noah i la Bo
- Nina Rey: Louise Vincke, xicota d'en Noah
- Pieter Casteleyn: Frederik Vincke, germà de la Louise i l'Olivier
- Hilde De Baerdemaeker: Céleste Vincke, mare de la Louise, en Frederik i l'Olivier
- Jelisa van Schijndel: Emilie Bello, millor amiga de la Louise
- Jean Janssens:[6] Hanne Dubois, xicota d'en Dante
- Mathias Sercu: Ward De Smidt, pare d'en Noah, la Bo i en Dante
- Thomas Van Caeneghem: Jeroen
- Laurens Raveel: Tygo Mille